# Stenohippus angulatus
Stenohippus angulatus är en insektsart som först beskrevs av Heinrich Hugo Karny 1910.  Stenohippus angulatus ingår i släktet Stenohippus och familjen gräshoppor. Inga underarter finns listade i Catalogue of Life.